# كوكبان (اليمن)
مدينة كوكبان تقع في مديرية شبام كوكبان التابعة لمحافظة المحويت في الجمهورية اليمنية.
تبعد عن العاصمة صنعاء بحوالي 45 كيلو متر. يبلغ تعداد سكانها 2061 نسمة حسب الإحصاء الذي أجري عام 2004.
وتقع على قمة جبل يسمى كوكبان.

## لمحة تاريخية

### ما قبل الإسلام
تتُعد شبام كوكبان واحدة من المدن التاريخية التي يعود تاريخها إلى ما قبل القرن السابع قبل الميلاد. وكان أول ظهور لها في نقش النصر الموسوم (RES.3945) الذي دونه كرب إل وتر بن ذمار علي، مكرب سبأ، في القرن السابع قبل الميلاد، حيث أشار إلى أنها كانت إحدى مدن مملكة نشن (مدينة السوداء في الجوف). وبعد أن هزم المكرب ملك مملكة نشن ضم جميع ممتلكاته إلى مملكته، ومن ثم بدأت هجرة السبئيين إلى قيعان الهضبة الوسطى لاستيطانها، حيث أُنشئت العديد من المدن على أطرافها، وكانت شبام من أبرز هذه المدن التي استوطنوها.
استمرت هذه المنطقة آهلة بالحضارة وأصبحت مركزًا مهمًا من مراكز الدولة الحاكمة في سبأ، وهو ما يمكن استنتاجه من النقوش القديمة والآثار السبئية، مثل المقابر الصخرية. كذلك لا شك أن كوكبان كان لها امتداد حضاري مماثل لشبام، فهما بمثابة مدينة واحدة.

وقد ورد ذكر كوكبان في عدد من النقوش اليمنية القديمة، منها النقش رقم (CHI.106) والنقش رقم (IR.17) الذي يعود إلى ما قبل سنة 525م.

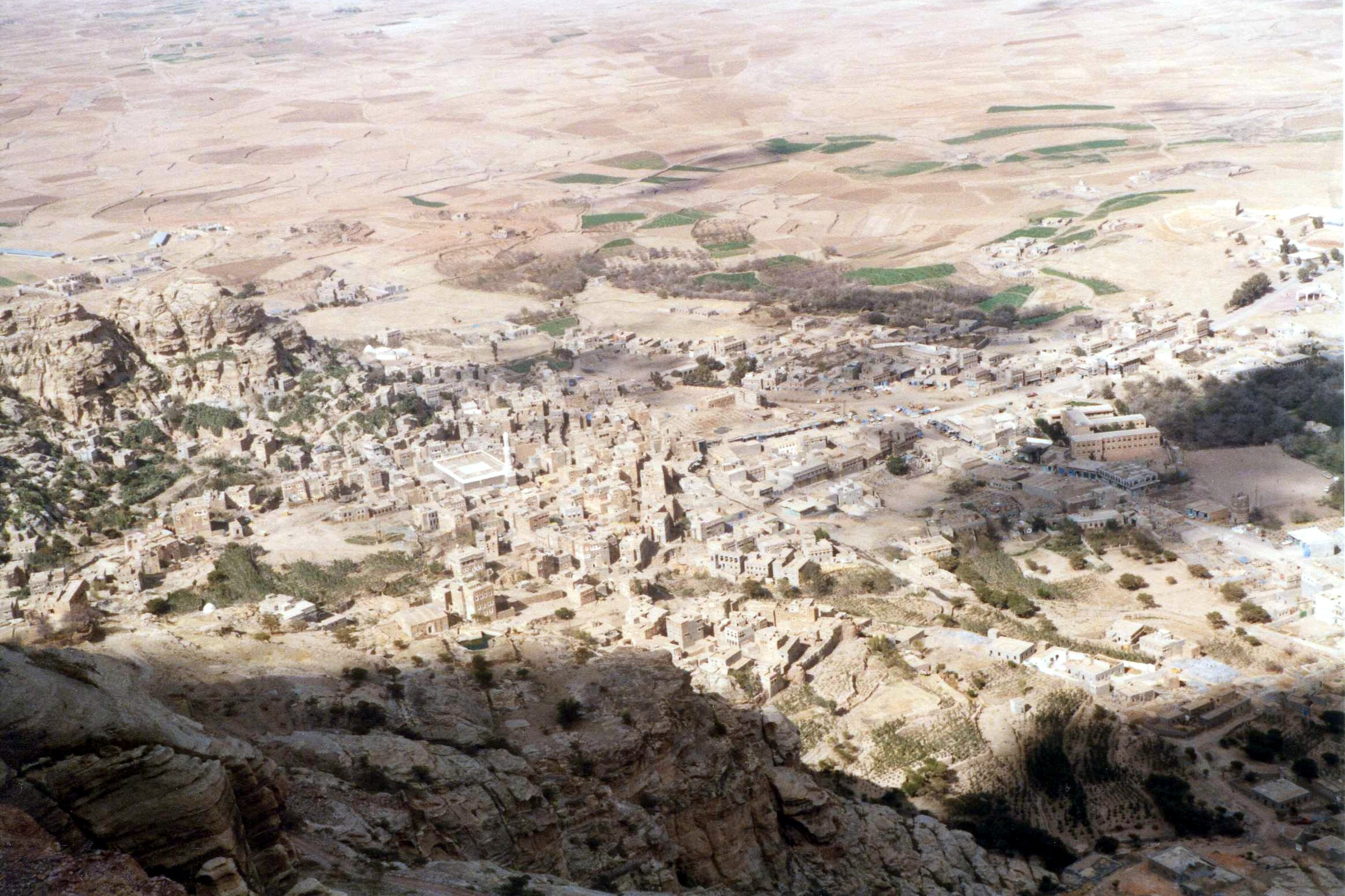
widthpx